# Brent McCall
Brent McCall (* 25. Januar 1940 in San Francisco, Kalifornien; † 3. Februar 2019 in Donaueschingen) war ein US-amerikanischer Komponist.
Er studierte von 1957 bis 1959 am Long Beach City College in Kalifornien bei Gerald Strang. Darauf folgte ein Kompositionsstudium an der Juilliard School of Music in New York, das er 1964 abschloss.
Ein DAAD-Stipendium führte Brent McCall nach Freiburg im Breisgau. Unter anderem unterrichtete er am Wirtschaftsgymnasium in Donaueschingen, am Trossinger Hohner-Konservatorium und an der Jugendmusikschule in Donaueschingen und Neustadt im Schwarzwald.
1978 war Brent McCall Mitbegründer der „Gruppe neuer Kammermusik Donaueschingen“ deren erklärtes Ziel es ist, ein möglichst großes Publikum an neue musikalische Strömungen heranzuführen. Brent McCall schrieb neben Kammermusik für die verschiedensten Besetzungen auch Orchester-Filmmusik und Bühnenwerke. Populär sind seine Kompositionen und Bearbeitungen für das Akkordeon.
Brent McCall starb am 3. Februar 2019.

## Werke
- Visit to an Old Territory für Akkordeonorchester
- Ödipus, Musical
- Magdalenenberg für Akkordeonorchester
- What Zarathustra Said für Akkordeon, Flöte und Klavier
- Alenberg, Kantate, 1993
- Deep Field für Schlaginstrumente und Trompete, 2000
- Shadow Knitting 5 bitonale Etüden für Akkordeon, 2017